# Ryder Gletscher
Ryder Gletscher är en glaciär i Grönland (Kungariket Danmark). Den ligger i den norra delen av Grönland, 1 900 km norr om huvudstaden Nuuk. Ryder Gletscher ligger 252 meter över havet.
Terrängen runt Ryder Gletscher är huvudsakligen kuperad. Ryder Gletscher ligger nere i en dal som går i öst-västlig riktning.  Trakten runt Ryder Gletscher är nära nog obefolkad, med mindre än två invånare per kvadratkilometer. Det finns inga samhällen i närheten. Trakten runt Ryder Gletscher är permanent täckt av is och snö.